# Biermalerei
Die Biermalerei oder Bierlasurtechnik ist eine Imitationstechnik für Holz, Blech oder Textilien in der Dekorationsmalerei, bei der Pigmente in Bier eingerührt werden, um Stein, insbesondere Marmor, und Holzmaserungen wie z. B. Nußbaum zu imitieren. Zu den häufig verwendeten Farben gehören Kasseler Erde, Siena Rot und Ocker. Das Bier dient als Bindemittel. Da die Lasur nicht abriebfest ist, werden die lasierten Oberflächen mit einer Schutzschicht  überzogen, wozu man meistens Firnis nimmt. Besonders bei Möbeln wird die Bierlasurtechnik verwendet, aber auch für Treppenhäuser und Holzpaneele. Der Arbeitsaufwand zur Herstellung eines solchen Imitates ist hoch, da mehrere Arbeitsgänge erforderlich sind. Der Auftrag auf die zu bearbeitende Fläche erfolgt mit einem Schwamm. 
Besonders im 19. Jahrhundert war die Bierlasurtechnik verbreitet. Sie findet aber auch in der Theatermalerei Anwendung. Im Unterschied zur Anwendung auf Möbeln und Treppenhäusern, die auf eine Nahwirkung des Betrachters ausgelegt ist, geht es bei der Anwendung bei der Bühnengestaltung um eine Fernwirkung auf die Zuschauer.
Heute kommt sie noch bei der Restaurierung von Armaturenbrettern in Oldtimern zum Einsatz.